# Егика
Егика (Egica; † ноември/декември 702 г.) е крал на вестготите от 15 ноември 687 до ноември/декември 702 г. в Испания.
Роднина е на крал Вамба (672 – 680) и е женен за Киксило (Cixilo), дъщерята на крал Ервиг (680 – 687). Ервиг се разболява и на 14 новември 687 г. определя Егика за свой наследник, въпреки че има свои синове. Коронясан е на 24 ноември в Толедо.
Неговото управление е известно с избухналата чума 693/694 г. (особено тежко пострадва Септимания) и с гонение на евреите.
694/695 г. издига сина си Витица за съ-регент.